# جراح‌ماهیان
جراح‌ماهیان خانواده‌ای از ماهیان هستند که اندازه‌شان معمولاً ۲۳ تا ۷۰ سانتیمتر است.

## شناسه‌ها
بدن از دو پهلو فشرده. بالهٔ پشتی دارای ۴ الی ۹ عدد خار. بالهٔ مخرجی طویل و دارای ۲ تا ۳ عدد خار در دو طرف ساقهٔ دمی دارای یک خار جانبی. خارهای جانبی درون شیاری قرار می‌گیرند و در هنگام خطر از شیار بیرون می‌آیند. بدن پوشیده از فلس از نوع شانه‌ای می‌باشند .

## زیستگاه
بیشتر در مناطقی با بستر سخت زیست می‌کنند نظیر مناطق صخره‌ای مرجانی.
درآبهای ساحلی تا عمق ۲۰ متری و بعضی از اعضای این خانواده در اعماق بیشتر یافت می‌شوند. روزها فعال بوده و شبها در میان صخره‌ها و مرجان‌ها پناه می‌گیرند
به صورت دسته‌های کوچک یا بزرگ حرکت می‌کنند. نمونه‌های جوان معمولاً در خورها و ریزشگاه رودخانه‌ها و آبگیرهای کم عمق ساحلی با شوری زیاد حضور دارند از لحاظ تغذیه‌ای گیاهخوار می‌باشند.مخصوصا در روستای بینک از توابع گناوه زندگی می کنند .

## ارزش شیلاتی
به‌صورت تازه و یخ زده مورد استفاده قرار می‌گیرد. از جنبهٔ زینتی به‌عنوان آبزی صادراتی دارای اهمیت هستند.

## ابزار صید
قلاب. تورهای ثابت عمقی. کف‌روب (ترال) و انواع گرگور.
قلاب. تورهای ثابت عمقی. کف‌روب (ترال) و انواع گرگور و مواد منفجره مانند: دینامیت و ... .